# Dans l'armée de Pharaon
Dans l'armée de Pharaon (titre original en anglais : In Pharaoh's Army: Memories of a Lost War), est un récit autobiographique de Tobias Wolff. Publié pour la première fois aux États-Unis le 4 octobre 1994, il raconte les expériences de l'auteur en tant qu'officier de l'armée américaine durant la Guerre du Viêt Nam.